# Artisans du Monde
Artisans du Monde est une association française fondée au début des années 1970 et qui se réclame du commerce équitable. Sa spécificité est d'être structurée autour d'associations locales où des militants bénévoles vendent divers produits, artisanaux ou alimentaires en provenance des pays du Sud et de proximité, informent sur les règles du commerce mondial et font du plaidoyer pour une évolution de ces règles.

## Historique
En 1971, après la guerre civile qui a débouché sur l'indépendance du Bangladesh vis-à-vis du Pakistan, la misère et les inondations ravagent le Bangladesh. En novembre, l’abbé Pierre lance un « appel aux communes de France » afin que chacune d'elles se jumelle avec une commune du Bangladesh. En juillet 1972, la première assemblée générale de l’U.CO.JU.CO (Union des comités de jumelage coopération) réunit une cinquantaine de comités.
L'UCOJUCO est logée à la communauté Emmaüs de Charenton. Des marchandises en provenance du Bangladesh sont réceptionnées et des expos-vente sont organisées tant à Paris qu'en province. Le premier local permanent est ouvert à Châlons-sur-Marne par Philippe Galinou, président de l'UCOJUCO. L'idée est de créer un réseau de boutiques de vente et d'information consacrées au tiers-monde. Ce sont des étudiants d'HEC qui sont à l'origine de l'essaimage du mouvement « Artisans du Monde » (AdM) concrétisé par la constitution de la SARL « Artisans du Monde », à l'automne 1973 et par l'ouverture de la première « boutique Tiers-Monde », en février 1974, au 20 rue Rochechouart à Paris,. Parmi eux, Hubert Grouès, neveu de l'abbé Pierre, déjà membre de l'UCOJUCO et Daniel Renaud qui sera gérant d'Artisans du Monde jusqu'en juillet 1975,.
La jeune association s'associe au boycott de la marque Outspan, qui distribue des oranges d’Afrique du Sud, pays de l'apartheid. Elle dénonce également le régime de Pinochet, en participant à la vente de produits artisanaux chiliens produits par les réfugiés arrivés massivement en France à partir de l'hiver 1973. Cet engagement politique provoque la scission entre les fondateurs historiques issus d’Emmaüs et de l'UCOJUCO, marqués par une approche caritative traditionnelle et les jeunes tenants d’une approche politique tiers-mondiste.
La deuxième période historique d’Artisans du Monde (1977-1983) est marquée par la création de centres de documentation sur le tiers-monde et d’une fédération nationale. En 1984, la centrale d’importation Solidar’Monde (alors nommée Fam’Import) est créée.
Le développement d’Artisans du Monde s’est accéléré depuis quelques années.
Depuis 1990, le nombre de points de vente a été multiplié par 3,6 et le chiffre d’affaires a été multiplié par neuf.

## Activité
Dans le monde du commerce équitable, la spécificité d'Artisans du Monde, ce qui la sépare d'un label comme Max Havelaar est le développement de réseaux commerciaux indépendants des grandes chaînes de distribution. C'est le choix d'une filière intégrée, selon les principes internationaux de la WFTO (World Fair Trade Organization, ex-IFAT)[source secondaire nécessaire] qui garantit que tous les maillons de la chaîne commerciale, de l'achat au producteur à la distribution finale au consommateur, sont des acteurs du commerce équitable, et qui se différencie de la filière labellisée (garantie par produit).

### Solidar'Monde
Solidar’Monde est la centrale d’importation et de distribution du réseau de boutique associative Artisans du Monde. Elle coordonne l’importation et la distribution des produits au sein du réseau. Son secteur d'activité est celui du commerce équitable. Solidar'Monde distribue des produits équitables et souvent biologiques et propose 3 gammes de produits : alimentaire, artisanat et cosmétique.
Pour coordonner l’importation des produits et en réduire les coûts, la Fédération Artisans du Monde associée au Comité Catholique contre la Faim et pour le Développement (CCFD), à l’Institut de Belleville et à l’Association de Solidarité avec les Peuples d’Amérique Latine (ASPAL) a créé, en 1984, une SARL : FAM-Import, la Fédération Artisans du monde étant l’actionnaire principal.
En 1993, à l’occasion d’une augmentation de capital, FAM-Import est devenue la société anonyme Solidar’Monde, avec deux nouveaux actionnaires : Peuples Solidaires et la Cimade.
En 2008, Solidar'Monde atteint 780 000 euros de déficit, soit 8,8 % du chiffre d’affaires. En 2009, Solidar'Monde est forcé de licencier 6 salariés pour améliorer sa situation financière. En 2010, Solidar'Monde frôle le redressement judiciaire.
À partir de 2008, le packaging des produits vendus par Solidar'monde est entièrement revu et amélioré pour correspondre davantage aux attentes des clients : le logo emblématique de Solidar'monde disparait des emballages et se voit remplacé exclusivement par celui d'Artisans du monde.

### Actions d’éducation
Le réseau Artisans du Monde propose des interventions dans les écoles, des formations et des outils pédagogiques.

### Éthique sur l'étiquette
Artisans du Monde invite les consommateurs et citoyens à relayer des campagnes de pression en direction des acteurs économiques et des pouvoirs publics pour changer les règles du commerce international. Dès sa création en 1995, Artisans du Monde a coordonné le collectif De l’éthique sur l’étiquette. Composé de 42 associations et syndicats, son objectif est de promouvoir le respect des Droits de l’Homme au travail et un commerce éthique. AdM continue toujours aujourd'hui à suivre les activités du collectif,.

### Appartenances nationales et internationales
Artisans du Monde participe à des collectifs nationaux et internationaux. Il est membre du Centre de recherche et d'information pour le développement (CRID), de la Plate-forme française pour le commerce équitable, de NEWS ! et de la WFTO (World Fair Trade Organization, ex IFAT).

## Fairpride: carnaval éthique et solidaire
Initiée par Artisans du Monde en 2011, la Fairpride est un carnaval éthique et solidaire destiné à véhiculer les valeurs du commerce équitable dans un cadre festif. Chaque année, elle est célébrée pendant la Quinzaine du Commerce Équitable à Paris et dans certaines villes de France. En 2013, l'événement porta sur le thème sensibilisation du public,.